# Gymnobothroides hypsophilia
Gymnobothroides hypsophilia är en insektsart som beskrevs av Nicholas David Jago 1968. Gymnobothroides hypsophilia ingår i släktet Gymnobothroides och familjen gräshoppor. Inga underarter finns listade i Catalogue of Life.